# Real Club de Regatas de Cartagena

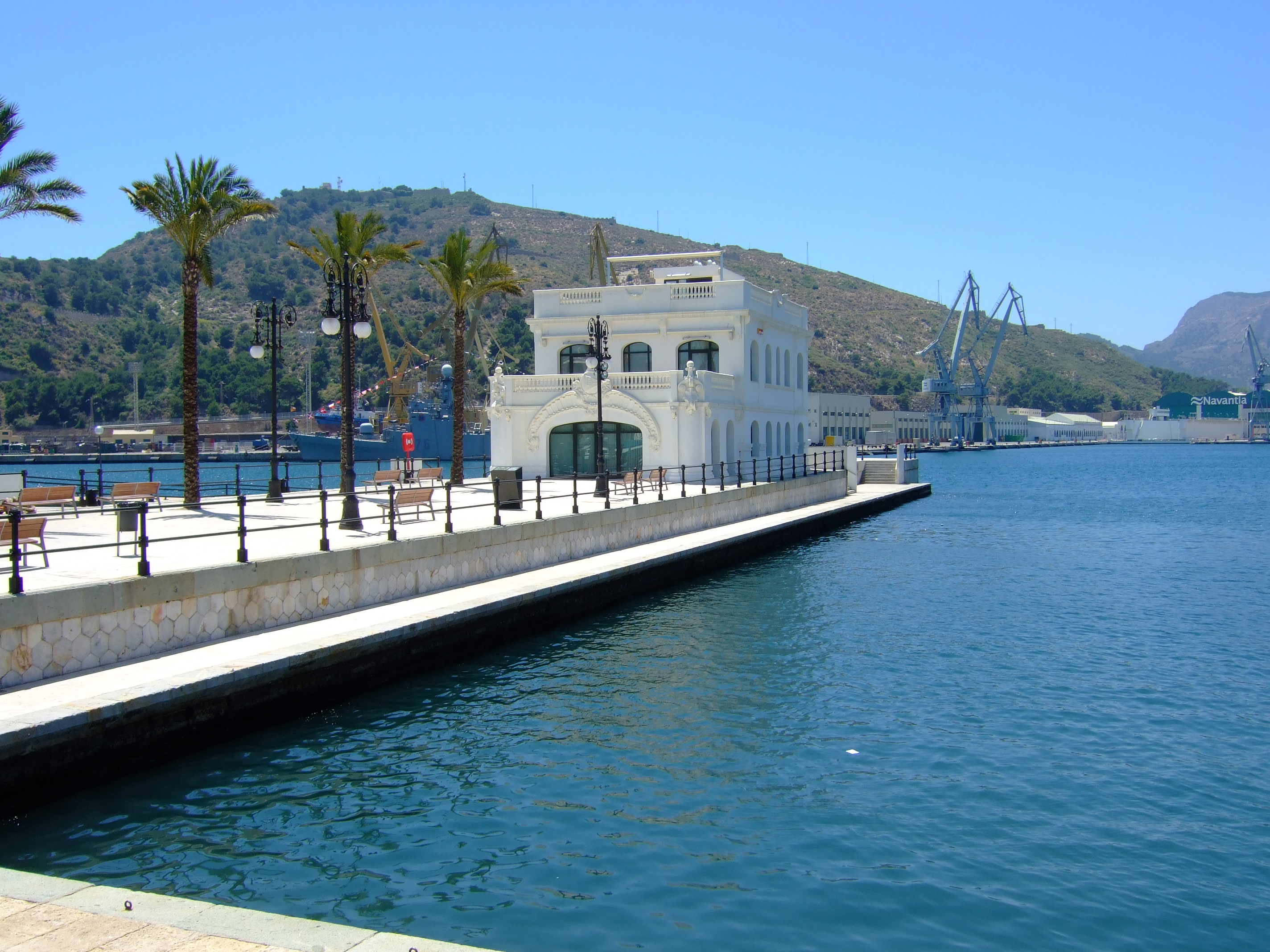
Antigua sede social del club.

El Real Club de Regatas de Cartagena (RCRC) es un club náutico con sede en Cartagena, Región de Murcia (España).

## Historia
El 9 de octubre de 1905 se celebró una reunión en el Ateneo Mercantil e Industrial de Cartagena en la que se ultimaron los detalles para la creación del Club de Regatas de Cartagena, celebrándose el día 22 de ese mismo mes su primera asamblea de socios, en la que se aprueban los reglamentos y se elige como primer presidente a Alberto Spottorno El 9 de abril de 1907, el rey Alfonso XIII acepta la presidencia honoraria del club y pasa a denominarse Real Club de Regatas de Cartagena.
El Real Club de Regatas de Cartagena fue uno de los siete clubes fundadores de la Federación Española de Clubes Náuticos en 1906, junto a Real Club Náutico de San Sebastián, Real Sporting Club, Real Club de Regatas de Alicante, Real Club Náutico de Barcelona, Real Club Marítimo del Abra y Real Club de Regatas de Santander.
La primera sede social del Club de Regatas se inauguró el 14 de abril de 1912. Posteriormente fue trasladada al Puerto de Cartagena, donde se construyó un puerto deportivo, y el antiguo edificio fue abandonado.

## Símbolos
En el artículo 4, puntos 2 y 3 de sus estatutos, se describen su emblema y su gallardete:
- escudo

Asta con galleta y envergado el grimpolón de la matrícula de Cartagena y sobre la intersección de las dos franjas blancas la iniciales R.C. entrelazadas y en color dorado, todo ello rodeado de un cabo, también dorado, con nudo llano en la parte inferior y en superior la Corona Real.

- Grímpola

El gallardete distintivo del Club, para ser izado en embarcaciones propias o de sus Socios, será el de la matrícula de Cartagena con las iniciales R.C. enlazadas en la cruz y de color negro.

## Regatas
Organiza desde 1990 la Regata Cartagena-Ibiza, y su histórica flota Snipe (la número 147 de la SCIRA), además de organizar anualmente el Trofeo Cartagineses y Romanos desde 1992, ha sido sede del Campeonato de España en 1947 y 1953, y de la Copa de España en 2014,

## Deportistas
Destaca el campeonato del mundo juvenil de la clase Snipe conseguido por Antonio López Montoya y Gregorio Belmonte Cuenca en 2015 en Talamone (Italia). Además, este equipo fue tercero en el campeonato de Europa juvenil de 2016 y tercero en el campeonato del mundo juvenil de 2017, además de campeones de España absolutos en 2017. 
En la clase L'Equipe, Lola y Carmen Coello Maneiros fueron subcampeonas juveniles en el campeonato de Europa de 2016 en Loano (Italia).